# Funzione logaritmicamente concava
In analisi convessa, una funzione non negativa {\displaystyle f:R^{n}\to R_{+}} è logaritmicamente concava se il suo dominio è un insieme convesso e se soddisfa la disuguaglianza
{\displaystyle f(\theta x+(1-\theta )y)\geq f(x)^{\theta }f(y)^{1-\theta }}
per ogni {\displaystyle x,y\in domf} e {\displaystyle 0<\theta <1}. Se {\displaystyle f} è strettamente positiva, ciò è equivalente a dire che il logaritmo della funzione, ossia {\displaystyle \log \circ f}, è una funzione concava; quindi,
{\displaystyle \log f(\theta x+(1-\theta )y)\geq \theta \log f(x)+(1-\theta )\log f(y)}
per ogni {\displaystyle x,y\in domf} e {\displaystyle 0<\theta <1}.
Esempi di funzioni logaritmicamente concave sono le funzioni indicatrici 0-1 di insiemi convessi (che richiedono la definizione più flessibile) e la funzione gaussiana.
Analogamente, una funzione è logaritmicamente convessa se soddisfa la disuguaglianza opposta
{\displaystyle f(\theta x+(1-\theta )y)\leq f(x)^{\theta }f(y)^{1-\theta }}
per ogni {\displaystyle x,y\in domf} e {\displaystyle 0<\theta <1}.

## Proprietà
- Una funzione logaritmicamente concava positiva è anche una funzione quasi-concava.
- Ogni funzione concava che è non negativa sul suo dominio è logaritmicamente concava. Tuttavia, non vale necessariamente il viceversa. Un esempio è la funzione gaussiana {\displaystyle f(x)=\exp(-{\frac {x^{2}}{2}})} che è logaritmicamente concava poiché {\displaystyle \log f(x)=-{\frac {x^{2}}{2}}} è una funzione concava di {\displaystyle x}. Ma {\displaystyle f} non è concava poiché la sua derivata seconda è positiva per {\displaystyle |x|>1}:

{\displaystyle f''(x)=e^{-{\frac {x^{2}}{2}}}(x^{2}-1)\nleq 0}
- Una funzione non negativa, due volte differenziabile, con un dominio convesso è logaritmicamente concava se e solo se per ogni {\displaystyle x} tale che {\displaystyle f(x)>0},

{\displaystyle f(x)\nabla ^{2}f(x)\preceq \nabla f(x)\nabla f(x)^{T}},
ossia
{\displaystyle f(x)\nabla ^{2}f(x)-\nabla f(x)\nabla f(x)^{T}} è
semi-definita negativa. Per funzioni di una variabile, questa condizione si riduce a
{\displaystyle f(x)f''(x)\leq (f'(x))^{2}}

## Operazioni che conservano la concavità logaritmica
- Prodotto: Il prodotto di funzioni logaritmicamente concave è anch'esso una funzione logaritmicamente concava. Infatti, se {\displaystyle f} e {\displaystyle g} sono funzioni logaritmicamente concave, allora {\displaystyle \log f} e {\displaystyle \log g} sono concave per definizione. Perciò

{\displaystyle \log \,f(x)+\log \,g(x)=\log(f(x)g(x))}
è concava e quindi anche {\displaystyle fg} è logaritmicamente concava.
- Marginalizzazione: Se {\displaystyle f(x,y):R^{n+m}\to R} è logaritmicamente concava, allora

{\displaystyle g(x)=\int f(x,y)dy}
è logaritmicamente concava (vedere disuguaglianza di Prékopa-Leindler).
- Ciò implica che la convoluzione conserva la concavità logaritmica, poiché {\displaystyle h(x,y)=f(x-y)g(y)} è logaritmicamente concava se {\displaystyle f} e {\displaystyle g} sono logaritmicamente concave, e perciò

{\displaystyle (f*g)(x)=\int f(x-y)g(y)dy=\int h(x,y)dy}
è logaritmicamente concava.

## Distribuzioni logaritmicamente concave
Le distribuzioni logaritmicamente concave sono necessarie per un certo numero di algoritmi, ad esempio adaptive rejection sampling.
Come è noto, molte distribuzioni di probabilità comuni sono logaritmicamente concave.  Alcuni esempi:
- la distribuzione normale e le distribuzioni normali multivariate;
- la distribuzione esponenziale;
- la distribuzione uniforme su ogni insieme convesso;
- la distribuzione logistica;
- la distribuzione dei valori estremi;
- la distribuzione di Laplace;
- la distribuzione chi;
- la distribuzione chi quadrato se il numero di gradi di libertà è >= 2;
- la distribuzione di Wishart, in cui n >= p + 1;[3]
- la distribuzione di Dirichlet, in cui tutti i parametri siano >= 1;[3]
- la distribuzione Gamma se il parametro di forma è >= 1;
- la distribuzione beta se entrambi i parametri di forma sono >= 1;
- la distribuzione di Weibull se il parametro di forma è >= 1.

Notiamo che tutte le restrizioni sui parametri hanno la stessa motivazione di base: l'esponente di una quantità non negativa deve essere non negativo in modo che la funzione sia logaritmicamente concava.
Le seguenti distribuzioni sono non logaritmicamente concave per ogni scelta dei parametri:
- la distribuzione t di Student;
- la distribuzione di Cauchy;
- la distribuzione di Pareto;
- la distribuzione lognormale;
- la distribuzione F.

Notare che la funzione cumulativa di tutte le distribuzioni logaritmicamente concave è anch'essa logaritmicamente concava. Tuttavia, alcune distribuzioni non logaritmicamente concave pure hanno funzioni cumulative logaritmicamente concave:
- la distribuzione lognormale;
- la distribuzione di Pareto;
- la distribuzione di Weibull quando il parametro di forma è < 1;
- la distribuzione Gamma quando il parametro di forma è < 1.

Le seguenti sono alcune tra le proprietà delle distribuzioni logaritmicamente concave:
- se la densità è logaritmicamente concava, tale è la sua funzione cumulativa;
- se una densità multivariata è logaritmicamente concava, tale è la densità marginale su ogni sottoinsieme di variabili.
- la somma di due variabili casuali logaritmicamente concave indipendenti è logaritmicamente concava; ciò segue dal fatto che la convoluzione di due funzioni logaritmicamente concave è logaritmicamente concava;
- il prodotto di due funzioni logaritmicamente concave è logaritmicamente concavo; ciò significa che le densità congiunte ottenute moltiplicando due densità di probabilità (ad esempio la normal-gamma distribution, che ha sempre un parametro di forma >= 1) saranno logaritmicamente concave.  Questa proprietà è molto usata nei programmi per i general-purpose basati sul campionamento di Gibbs, quali BUGS e JAGS, che, in tal modo, sono in grado di utilizzare adaptive rejection sampling su una grande varietà di distribuzioni condizionate derivanti dal prodotto di altre distribuzioni.